# Alcudia Port
Alcudia Port är en hamn i Spanien.   Den ligger i regionen Balearerna, i den östra delen av landet, 600 km öster om huvudstaden Madrid. Alcudia Port ligger 13 meter över havet. Den ligger på ön Mallorca.